# Gennaro Pirelli
Gennaro Pirelli (* 21. August 2000 in Neapel) ist ein italienischer Judoka. Bis 2024 gewann er eine Bronzemedaille bei Europameisterschaften.

## Sportliche Karriere
Gennaro Pirelli kämpfte ab 2017 in der Gewichtsklasse bis 90 Kilogramm. Bei den Juniorenweltmeisterschaften 2019 gewann er eine Bronzemedaille. Im November 2021 siegte Pirelli bei den U23-Europameisterschaften. Einen Monat später gewann er den italienischen Meistertitel. Im Juli 2022 belegte Pirelli den fünften Platz bei den Mittelmeerspielen in Oran.
Danach wechselte Pirelli in die Gewichtsklasse bis 100 Kilogramm. Ende 2022 besiegte er beim Grand-Slam-Turnier in Tokio drei Japaner. Im Achtelfinale schlug er Aaron Wolf, im Halbfinale Kotaro Ueoka und im Finale Kentaro Iida. Bei den Weltmeisterschaften 2023 in Doha unterlag er in seinem Auftaktkampf dem Tschechen Lukáš Krpálek. Im April 2024 fanden die Europameisterschaften in Zagreb statt. Pirelli besiegte in der ersten Runde den Portugiesen Jorge Fonseca. Im Viertelfinale verlor er gegen den Aserbaidschaner Zelym Kotsoiev. Mit Siegen in der Hoffnungsrunde über den Serben Aleksandar Kukolj und den Kroaten Zlatko Kumrić erkämpfte Pirelli eine Bronzemedaille. Bei den Olympischen Spielen 2024 in Paris schied Pirelli im Achtelfinale gegen den Georgier Ilia Sulamanidse aus. Mit dem italienischen Mixed-Team belegte Pirelli den fünften Platz.